# Симонов Павло Васильович (партійний діяч)
Павло Васильович Симонов (21 липня 1911, місто Баймак, тепер Башкортостан, Російська Федерація — 18 квітня 1987, місто Москва, Російська Федерація) — радянський діяч, 1-й секретар обласного комітету ВКП(б) Єврейської автономної області. Депутат Верховної Ради СРСР 2—3-го скликань (в 1949—1954 роках).

## Життєпис
Народився в родині токаря Баймацького мідеплавильного заводу. З юнацьких років працював учнем токаря на руднику біля Баймака. Закінчив середню школу та почав працювати токарем по металу Баймацького мідеплавильного заводу. Був секретарем комсомольського осередку механічного цеху Баймацького мідеплавильного заводу. Служив у Червоній армії.
Член ВКП(б) з 1931 року.
З 1931 року — інструктор Баймацького районного комітету ВКП(б) Башкирської АРСР; секретар комітету ВКП(б) Баймацького золотомідеплавильного заводу Башкирської АРСР.
З 1937 року — 1-й секретар Баймацького районного комітету ВКП(б) Башкирської АРСР; 1-й секретар Бєлорєцького міського комітету ВКП(б) Башкирської АРСР; народний комісар місцевої промисловості Башкирської АРСР.
У 1946 — серпні 1948 року — інформатор відділу партійної інформації Управління з перевірки партійних органів ЦК ВКП(б). У серпні 1948 — червні 1949 року — інструктор відділу партійних, профспілкових та комсомольських органів ЦК ВКП(б).
18 липня 1949 — липень 1952 року — 1-й секретар обласного комітету ВКП(б) Єврейської автономної області.
У 1952—1955 роках — слухач Вищої партійної школи при ЦК КПРС.
У 1955 році — інструктор відділу партійних органів ЦК КПРС по Російській РФСР.
У 1955—1962 роках — інспектор ЦК КПРС.
У 1962 — червні 1965 року — завідувач сектора відділу партійних органів ЦК КПРС по союзних республіках.
У червні 1965 — 1982 року — завідувач сектора відділу організаційно-партійної роботи ЦК КПРС.
З 1982 року — персональний пенсіонер у Москві.
Помер 18 квітня 1987 року в Москві.

## Нагороди та відзнаки
- три ордени Трудового Червоного Прапора (1944, 1966, 1971)
- орден Дружби народів (1981)
- медалі